# Glas-leac Beag
Pour les articles homonymes, voir Glas-leac.
Glas-leac Beag est une île du Royaume-Uni située en Écosse.